# خانه‌به‌دوش (فیلم ۱۹۸۵)

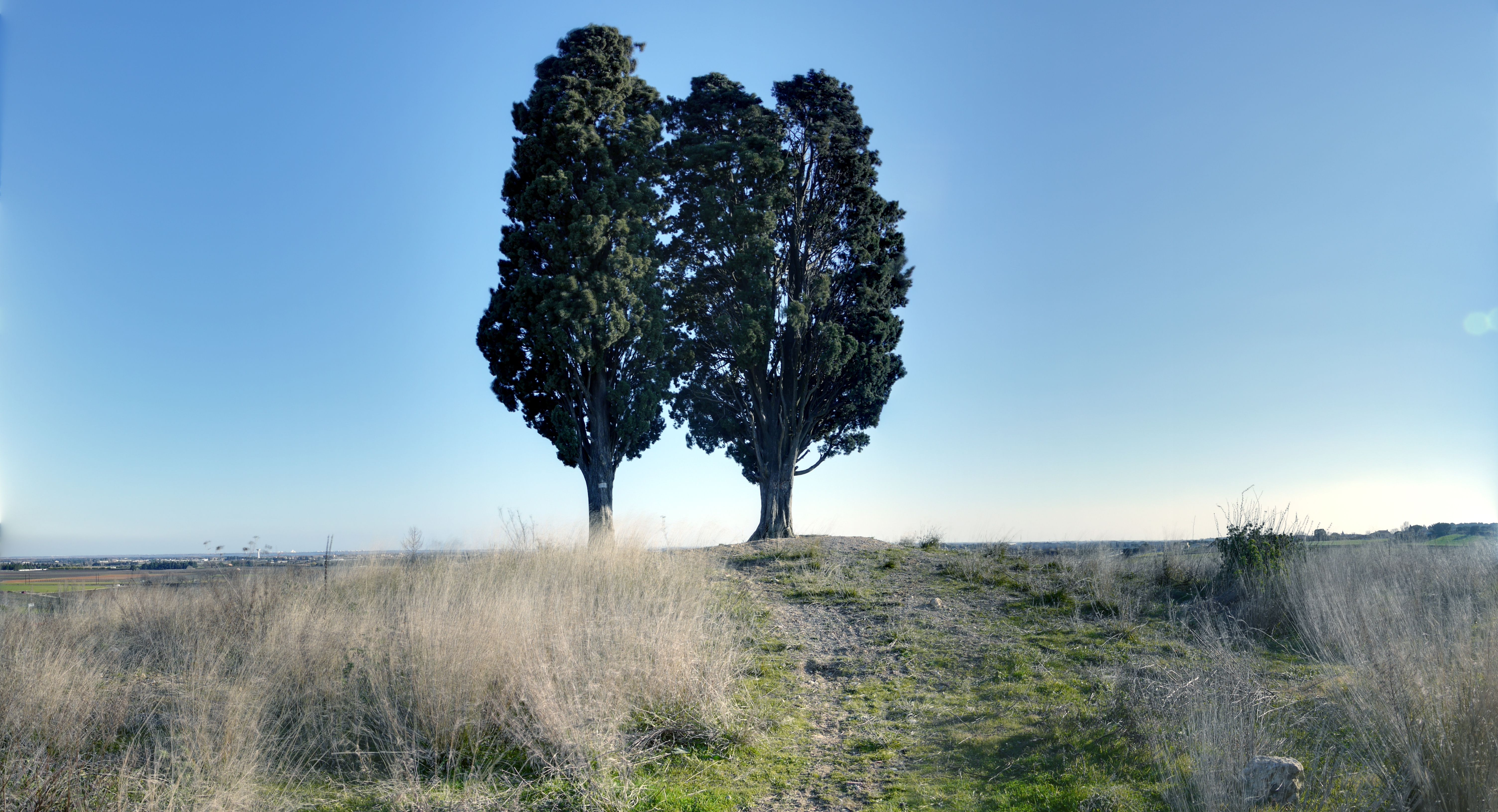

خانه‌به‌دوش (فرانسوی: Sans toit ni loi‎) فیلمی به کارگردانی انیس واردا است که در سال ۱۹۸۵ منتشر شد. از بازیگران آن می‌توان به ساندرین بونر و یولاند مورو اشاره کرد. این فیلم برنده شیر طلایی جشنواره فیلم ونیز ۱۹۸۵ شده‌است.